# 南部晴繼
南部晴繼（元龜元年－天正十年，即1570年—1582年），是日本戰國時代、安土桃山時代的陸奧國戰國大名。南部氏第二十五代領主。父親是南部家第二十四代領主南部晴政。

## 生涯
1570年誕生，是南部晴政老年才盼到的兒子。但在晴繼誕生前，父親已指名叔父石川高信的長子石川信直作為養子繼承家業，而晴繼的誕生讓信直感到十分惶恐。1576年，石川信直遭廢嫡。1577年，由重臣北信愛親自為晴繼戴上元服的烏帽子。
根据近年的研究，晴繼繼承家督的時間有三說，一是1573年，二是1577年，三是1582年。由於信直遭廢嫡是1576年的事，所以1577年及1582年這兩說較為有力。但1577年時晴繼僅有8歲，因此1582年時晴政去世，晴繼順勢繼承家督此說是最有可能的。
而關於他的去世也是有三種說法，一是13歲時得到天花病死，二是在父親喪禮結束後歸城的途中遭到暴漢集團襲擊而殞命。暴漢集團的背後指使者，遽聞有可能是先前被廢嫡的石川信直，也有九戶政實的說法（因為他想讓他弟弟九戶實親繼承家督，因为其娶了南部晴政的次女）。最後的說法是石川信直的叛亂，連同父親晴政一起被殺。
| 前任： 南部晴政 | 三戶南部氏第25代當主 | 繼任： 石川信直 |